# Бояри (Гродненський район, Гродненська область)
Бояри (біл. вёска Баяры) — село в складі Гродненського району Гродненської області, Білорусь. Село підпорядковане Індурській сільській раді, розташоване в західній частині області.